# Pentacapsula muscularis
Pentacapsula muscularis is een microscopische parasiet uit de familie Kudoidae. Pentacapsula muscularis werd in 1983 beschreven door Cheung, Nigrelli & Ruggieri. 